# 액티브엑스 데이터 오브젝트
액티브엑스 데이터 오브젝트(ActiveX Data Objects, ADO)는 데이터 원본에 접근하기 위해 마이크로소프트 표준으로 제작된 컴포넌트 오브젝트 모델 객체들의 모임이자, 프로그래밍 인터페이스(API)이다.

## 개요
프로그래밍 언어와 OLE DB 사이의 계층을 제공함으로써 개발자가 데이터 추가 방법을 알지 않더라도 데이터에 접근하는 프로그램을 짤 수 있게 도와 준다. 다만 연결을 위한 데이터베이스에 대해서는 알고 있어야 한다. ADO를 사용할 때에는 비록 사용자가 ADO를 사용하여 임의의 SQL 명령어를 실행할 수 있다 하더라도 데이터베이스에 접근하기 위해 SQL의 지식이 요구되지는 않는다.

## 종류
ADO는 몇 가지 최상위 객체로 이루어져 있다:
- 주요 객체
  - 연결 객체(Connection Object): 특정 DBMS(데이터베이스 관리 시스템)이나 다른 데이터 소스에 대한 연결을 설정한다. 또한 데이터베이스에 쿼리를 보낼 수도 있다.
  - 레코드셋 객체(Recordset Object): 레코드 그룹인 결과 응답이 들어 있다.
  - 명령 객체(Command Object): SQL 명령어를 대표한다.
- 일반 객체
  - 레코드 객체(Record Object)
  - 스트림 객체(Stream Object)
  - 오류 객체(Error Object)
  - 필드 객체(Field Object)
  - 변수 객체(Parameter Object)
  - 속성 객체(Property Object)

## 기본 사용법
ADO를 사용하여 데이터에 접근하고 이용하려면 다음과 같은 기본 과정을 밟아야 한다:
1. 데이터베이스에 연결할 연결 객체를 하나 만든다.
2. 데이터를 받기 위해 레코드셋 객체를 하나 만든다.
3. 연결을 연다.
4. 연결을 열고 원하는 테이블 이름이나 SQL 명령을 open 함수로 통과시킴으로써 레코드셋을 놓는다.
5. 패치(fetch) 데이터 위에서 검색 및 처리를 한다.
6. Update나 UpdateBatch 메서드(method)를 사용하여 데이터에 대한 변경 사항을 확인한다.
7. 레코드셋을 닫는다.
8. 연결을 닫는다.

### ASP의 예
```
 
dim
 
myconnection,
 
myrecordset,
 
name

 
set
 
myconnection
 
=
 
server.createobject("ADODB.Connection")

 
set
 
myrecordset
 
=
 
server.createobject("ADODB.Recordset")

 
myconnection.open
 
mydatasource

 
myrecordset.open
 
"Phonebook",
 
myconnection

 
myrecordset.find
 
"PhoneNumber
 
=
 
'555-5555'"

 
name
 
=
 
myrecordset.fields.item("Name")

 
myrecordset.close

 
set
 
myrecordset
 
=
 
nothing

 
set
 
myconnection
 
=
 
nothing

```

레코드셋 객체 기능을 사용하지 않고 SQL을 사용한 ASP 코드로는 다음과 같다.
```
 
dim
 
myconnection,
 
myrecordset,
 
name

 
set
 
myconnection
 
=
 
server.createobject("ADODB.connection")

 
myconnection.open
 
mydatasource

 
set
 
myrecordset
 
=
 
myconnection.execute("SELECT
 
Name
 
FROM
 
Phonebook
 
WHERE
 
PhoneNumber
 
=
 
'555-5555'")

 
name
 
=
 
myrecordset(0)

```

### VBA의 예
```
 
Dim
 
myconnection
 
as
 
new
 
ADODB
.
Connection

 
Dim
 
myrecordset
 
as
 
new
 
ADODB
.
Recordset

 
Set
 
myconnection
 
=
 
CurrentProject
.
AccessConnection

 
myrecordset
.
Open
 
"items"
,
 
myconnection
,
 
adOpenKeyset
,
 
adLockOptimistic
,
 
adCmdTable

 
myrecordset
.
find
 
"item_code = 'GI8293-23'"

 
if
 
(
not
 
myrecordset
.
EOF
)
  
'If the specified criteria cannot be satisfied, then the current record is EOF

     
myrecordset!item_name
 
=
 
"My New Item"

 
end
 
if

 
myrecordset
.
update
       
'Actually commit the update to the data source

 
myrecordset
.
close

 
myconnection
.
close

```

## 소프트웨어 지원
ADO는 VBA와 VBA for Office에서 지원을 받을 수 있다.

## 같이 보기
- ADO.NET